# Racovița (okręg Vâlcea)
Racovița – wieś w Rumunii, w okręgu Vâlcea, w gminie Budești. W 2011 roku liczyła 890 mieszkańców.